# Rigged
Rigged (ook verschenen als Fight Night) is een Amerikaanse actiefilm uit 2008. Voor Jonathan Dillon was het zijn eerste avondvullende film als regisseur. Hij won hiervoor de prijs voor beste studentenfilm op het Hawaïaanse Big Island Film Festival en de juryprijs op Dances With Films 2008 in Los Angeles.

## Verhaal
De 28-jarige Michael Dublin (Chad Ortis) is een sjoemelaar die zijn geld verdiend als promotor in het illegale bokscircuit, waarin mensen op de uitslagen kunnen gokken. Hij probeert extra inkomsten te genereren door favorieten ervan te overtuigen expres te verliezen. De ongeslagen Ryan Carrick (Will Fowler) werkt alleen niet mee. Nadat die zijn zoveelste tegenstander vloert, roept hij over de microfoon af wat Dublin hem wilde laten doen. Die moet daarom maken dat hij wegkomt en ervoor zorgen dat hij zich een tijd gedeisd houdt in het wereldje. Dublin probeert wat bij te verdienen door brandbare rotzooi te verkopen aan deelnemers aan een straatrace. Die willen alleen dat hij erbij blijft zolang de race duurt, zodat hij nog in de buurt is wanneer de chauffeur van de racewagen op het gaspedaal trapt en zijn motor ontploft. Dublin wordt in een achterafstraatje tegen de muur gezet en krijgt een pak slaag. De enorme zwarte man die hem de klappen uitdeelt, wordt alleen verteld daarmee te stoppen en weg te gaan door een ineens opduikende jonge vrouw (Rebecca Neuenswander). Het lot van Dublin zal haar worst wezen, maar ze heeft last van de herrie. Dublins aanvaller wil haar een klap geven, maar krijgt er dan tot zijn verbazing zelf van langs. Een vriend van hem wil haar onder schot nemen, maar zij pakt het geweer af en vertelt iedereen nog een keer weg te gaan. Daarom druipt iedereen toch maar af.
De gebeurtenissen hebben Dublin op een idee gebracht. Hij wil de vrouw overtuigen voor hem te gaan vechten in het illegale bokscircuit. Hij is ervan overtuigd dat ze iedereen aan kan, maar dat door haar ranke, vrouwelijke uiterlijk iedereen tegen haar zal inzetten. Daar wil hij van profiteren. Dublin zoekt haar daarom op in haar geïmproviseerde trainingstuintje achter het kraakpand waarin ze woont. Ze vertrouwt hem alleen voor geen meter, wil al helemaal niet meewerken aan zijn plannen en stuurt hem weg. Ze doet al langer illegale gevechten en heeft Dublin niet nodig. Wanneer ze zich 's avonds meldt bij een gevecht, wordt dit niettemin opgerold door de politie. Dublin heeft hiervan aangifte gedaan, zodat zij opgepakt werd. Hij zoekt haar vervolgens op in de gevangenis en vertelt haar dat ze het risico loopt achttien maanden gevangenisstraf te krijgen. Hij wil haar borgtocht betalen en een rechtszaak vermijden, op voorwaarde dat zij voor hem meedoet aan een illegaal bokstoernooi. Ze stemt in op voorwaarde dat ze 60% van de inkomsten krijgt, hij het vervoer regelt en dat ze hem na afloop nooit meer hoeft te zien. Dublin wil haar als artiestennaam Kid Vixen noemen, maar zij wil per se met haar echte naam bekend worden, Katherine Parker.
Dublin regelt gevechten voor haar op verschillende locaties in Texas. Daar slaat ze voornamelijk door haar snelheid de ene na de andere man tegen de grond. Ze blijkt ook niet op haar mondje gevallen, want iedereen in het mannenwereldje met een grote mond krijgt antwoord met statiegeld. Op zeker moment vallen haar prestaties op bij Clark Richter (Kurt Hanover), Dublins voormalige baas in het illegale bokscircuit. Hij benadert Dublin en wil dat hij Parker zover krijgt expres te verliezen, zodat ze uit het kampioenschap ligt. Dublin weigert in eerste instantie, maar wordt handhandig aan het verstand gebracht dat dat geen optie is. Hij krijgt ketamine mee om in haar neusspray te doen. Daardoor is ze zonder hette weten onder invloed tijdens haar volgende gevecht en gaat ze zo langzaam reageert dat ze niet kán winnen. Parker krijgt zo'n pak slaag dat ze met een in elkaar geslagen gezicht opgenomen moet worden in het ziekenhuis.
Dublins geweten knaagt aan hem. Hij benadert Richter om Parker nog een gevecht te gunnen. Die wil er niets van weten, maar raakt geïnteresseerd wanneer Dublin zichzelf tot inzet maakt. Richter is altijd dik tevreden geweest over zijn werk als promotor en mocht Parker verliezen, dan is Dublin de rest van zijn leven eigendom van Richter, zegt hij toe. Richter mag bovendien kiezen tegen wie Parker vecht, zoveel vertrouwen heeft hij in haar kunnen. Richter accepteert en kiest zichzelf als Parkers vorige tegenstander. Hij kent haar namelijk uit het verleden en heeft haar al eens zo'n pak slaag gegeven dat ze daarbij een stuk van haar tong afbeet.

## Rolverdeling
| - Rebecca Neuenswander - Katherine Parker - Chad Ortis - Michael Dublin - Kurt Hanover - Clark Richter - John Wilson - Cleveland - Larry Peterson - Speedy Lenny - Alicia Cabrera - Lisa Wong - Kate Forristall - Lorna Dublin - Allison Poccia - Lucy, Dublins exvrouw - Adrian Bartholomew - P.K. Jimmy - Will Fowler - Ryan Carrick | - Jorge M. Roman - Carlos Mendoza - Stephen Hence - Leroy Perone - Mark Ridgway - Kenneth Parker - DeeDee Arps - Kimberly Parker - Darren Maloney - Sam Fullerton - Kaelin Agar - Michelle. Dublins dochter - Jeffrey Fellin - Tomsick - Nadia Griffith - Maria - Camille Reneau - Theresa |

## Trivia
- Hoewel ze in de film een bokser speelt, is hoofdrolspeelster Neuenswander in realiteit getraind in taekwondo. Ze won op haar twintigste het American Taekwondo Association's World Championship in de categorie vrouwen 20 t/m 29 jaar voor de tweede graads zwarte band-bezitters.